# Patrik Lundh
Patrik Andreas Mikael Lundh, född 12 juni 1988 i Stockholm, är en svensk före detta professionell ishockeyspelare. Efter att ha gjort SHL-debut (dåvarande Elitserien) med Djurgårdens IF under säsongen 2006/07, tillbringade Lundh de kommande säsongerna i Hockeyallsvenskan med Almtuna IS, Malmö Redhawks och Bofors IK. Inför säsongen 2010/11 värvades han till Färjestad BK med vilka han vann SM-guld med samma säsong. Han spelade sedan ytterligare tre säsonger för klubben, innan han lämnade den för spel med seriekonkurrenten Växjö Lakers HC. Han spelade två säsonger med Växjö och tog sitt andra SM-guld säsongen 2014/15.
Mellan 2016 och 2018 spelade Lundh åter för Djurgårdens IF. Han lämnade sedan Sverige för spel med den kinesiska klubben Kunlun Red Star i KHL säsongen 2018/19. Han återvände därefter till Sverige och tillbringade två säsonger med Linköping HC. Under andra halvan av 2021 tillhörde han den tyska klubben Schwenninger Wild Wings i DEL, innan han på nyårsafton 2021 återvände till Färjestad BK. Senare samma säsong vann han sitt tredje SM-guld. 2024 meddelade han att han avslutat sin karriär som ishockeyspelare.
Lundh gjorde A-landslagsdebut i december 2011 och har totalt gjort elva A-landskamper. Under sina ungdoms- och juniorår vann han TV-pucken vid två tillfällen. Han har tagit ett silver vardera med Djurgårdens U18- och J20-lag. 2008 spelade han JVM och tog ett silver.

## Karriär

### Klubblag

#### 2003–2010: Juniorår och etablering i Hockeyallsvenskan
Lundh inledde sin ishockeykarriär med moderklubben Lidingö Vikings HC. Som junior vann han TV-pucken två år i följd, 2003 och 2004. Vid den här tidpunkten spelade han juniorishockey för Djurgårdens IF och säsongen 2004/05 tog han ett SM-silver med klubbens J18-lag.
Säsongen 2006/07 var Lundh den poängmässigt främsta spelaren i Djurgårdens J20-lag, med 51 poäng på 38 matcher (18 mål, 33 assist). Samma säsong gjorde han SHL-debut, den 26 september 2006 i en match mot Modo Hockey. Totalt spelade Lundh nio grundseriematcher i SHL den säsongen. Under säsongens gång blev han också under fem matcher utlånad till Almtuna IS i Hockeyallsvenskan, där han noterades för en assistpoäng.
De tre kommande säsongerna tillbringade Lundh i Hockeyallsvenskan och där hans poängproduktion ökade för varje säsong. Under den första säsongen spelade han för Malmö Redhawks, som i Kvalserien sista omgång misslyckades att avancera i seriesystemet. På 40 grundseriematcher noterades Lundh för 13 poäng, två mål och elva assist. Efter säsongens slut anslöt han till Bofors IK där han var en av lagets poängmässigt bästa spelare under sina två säsonger i klubben. På 89 spelade grundseriematcher svarade han för 69 poäng, varav 25 mål. Detta fina facit fick flera SHL-klubbar att öppna upp ögonen för Lundh, däribland hans tidigare klubb Djurgårdens IF, men den 16 mars 2010 meddelade Lundh själv att han skrivit ett tvåårsavtal med Färjestad BK.

#### 2010–2018: Färjestad BK, Växjö Lakers och Djurgårdens IF

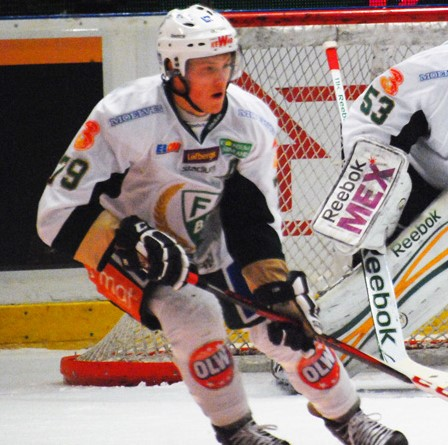
Lundh med Färjestad BK 2012.

Under sin första kompletta grundserie noterades Lundh för sammanlagt 26 poäng, varav 12 mål, på 55 matcher. Den 7 oktober 2010 gjorde han sitt första SHL-mål, på Daniel Larsson, då han gjorde det matchavgörande målet i en 4–1-seger mot HV71. Färjestad slutade på andra plats i grundserietabellen och i SM-slutspelet tog man sig till final efter att ha slagit ut både Brynäs IF (4–1) och AIK (4–0). Lundh gjorde det matchavgörande målet i den första finalmatchen, som slutade 5–4, mot Skellefteå AIK. Skellefteå lyckades kvittera serien, innan Färjestad vann SM-guld efter att ha vunnit tre matcher i följd.
Under sin andra säsong i Färjestad förlängde han sitt avtal med klubben med ytterligare två säsonger den 23 februari 2012. I det efterföljande SM-slutspelet slogs laget ut i semifinal av Brynäs IF, som senare kom att vinna guldet. Lundh var lagets poängmässigt bästa spelare under slutspelet och noterades för tio poäng på elva matcher (två mål, åtta assist). Inför säsongen 2012/13 utsågs Lundh till en av Färjestads assisterande lagkaptener. Den följande säsongen sjönk hans poängproduktion betänkligt, med 16 poäng på 50 grundseriematcher. Laget slogs sedan ut i semifinal av Luleå HF i SM-slutspelet. Säsongen 2013/14 kom att bli Lundhs sista med Färjestad. Laget tog sig åter till SM-final sedan man slagit ut Brynäs IF (4–1) och Växjö Lakers HC (4–2) i kvarts-, respektive semifinal. I finalserien föll dock Färjestad med 4–0 i matcher mot Skellefteå AIK.
Den 28 april 2014 blev det officiellt att Lundh skrivit på ett tvåårskontrakt med Växjö Lakers. Första säsongen med Växjö vann han sitt andra SM-guld, sedan klubben besegrat Skellefteå AIK med 4–2 i matcher i finalserien. På 100 grundseriematcher med Växjö noterades Lundh för 45 poäng (19 mål, 26 assist).
19 april 2016 skrev Lundh på ett tvåårskontrakt med Djurgårdens IF, med option på ytterligare ett år. Inför säsongen 2016/17 utsågs han till en av klubbens assisterande lagkaptener. I inledningen av säsongen ådrog han sig en skada och missade därför fyra matcher av grundserien. Totalt stod han för 22 poäng på 46 grundseriematcher och slutade på tredje plats i lagets interna poängliga. Laget slogs i SM-slutspelet ut av Färjestad BK i play-in. Säsongen 2017/18 gjorde Lundh sin poängmässigt bästa grundserie och slutade på tolfte plats i den totala poängligan. Han vann Djurgårdens interna poängliga med 40 poäng på 52 matcher (15 mål, 25 assist). I SM-slutspelet slogs laget ut av Skellefteå AIK med 4–2 i matcher. På elva slutspelsmatcher stod Lundh för tio poäng och slutade tvåa, bakom Markus Ljungh, i lagets interna poängliga.

#### 2018–2024: KHL, Linköping HC, DEL och återkomst till Färjestad
Den 2 maj 2018 bekräftades det att Lundh skrivit ett avtal med den kinesiska klubben Kunlun Red Star i KHL. Den 3 september samma år gjorde han KHL-debut i en 6–3-förlust mot Jokerit. Månaden därpå, den 5 oktober, gjorde han sitt första mål i serien, på Alexander Sudnitsin, i en 2–0-seger mot Traktor Tjeljabinsk. Red Star misslyckades att ta sig till Gagarin Cup-slutspelet och Lundh noterades för totalt 21 poäng på 61 grundseriematcher (6 mål, 15 assist).
Den 17 juli 2019 meddelades det att Lundh återvänt till Sverige då han skrivit ett ettårsavtal, med option på ytterligare ett år, med Linköping HC. Lundh spelade 47 grundseriematcher och stod för 14 poäng, varav fyra mål. Säsongen därpå gjorde Lundh sin näst bästa säsong poängmässigt då han på 52 grundseriematcher noterades för 14 mål och lika många assistpoäng och slutade på tredje plats i lagets interna poängliga. Lundhs andra säsong för Linköping blev hans näst bästa poängmässigt i SHL:s grundserie då han noterades för 28 poäng på 52 matcher (14 mål och 14 assist).
I slutet av april 2021 meddelades det att Lundh skrivit ett ettårsavtal med den tyska klubben Schwenninger Wild Wings i DEL. Efter att ha noterats för två poäng på 28 grundseriematcher med Wild Wings, bekräftades det den 31 december 2021 att Lundh återvänt till Sverige för spel med Färjestad BK med ett kontrakt fram till och med april 2023. Lundh spelade 20 grundseriematcher för Färjestad och noterades för ett mål och två målgivande passningar. I det följande SM-slutspelet slog laget ut Skellefteå AIK i kvartsfinalserien med 4–2 i matcher. Efter en av matcherna i semifinalserien mot Rögle BK blev Lundh avstängd från spel av disciplinnämnden sedan han tacklat motståndaren Linus Sjödin i huvudet. Lundh missade två matcher av semifinalserien, som Färjestad vann med 4–2, samt den första finalmatchen mot Luleå HF. Lundh vann sitt tredje SM-guld sedan Färjestad vunnit den sjunde och avgörande matchen med 3–0. På 15 slutspelsmatcher noterades han för två mål och två assistpoäng.
I sin sjätte säsong för Färjestad spelade Lundh 50 grundseriematcher och stod för 16 poäng (fyra mål). Strax innan avslutningen av grundserien meddelades det den 6 mars 2023 att Lundh förlängt sitt kontrakt med klubben med ytterligare en säsong. Trots att laget slutade på tredje plats i grundserien slogs man ut i kvartsfinalserien mot Frölunda HC med 4–3 i matcher. På dessa sju matcher stod Lundh för en assistpoäng. Säsongen 2023/24 gjorde Lundh sin poängmässigt sämsta grundserie i SHL, med nio poäng på 49 matcher. I SM-slutspelet slogs Färjestad återigen ut i kvartsfinal, denna gång mot Rögle BK med 4–0 i matcher.
Den 14 oktober 2024 bekräftades det att Lundh avslutat sin spelarkarriär.

### Landslag
Vid U18-VM i Sverige 2006 var Lundh uttagen till Sveriges trupp. Efter att ha slutat tvåa i grupp B ställdes laget mot Tjeckien i kvartsfinal, vilken man förlorade med 3–0. Sverige placerade sig som sexa sedan man även förlorat den efterföljande placeringsmatchen mot Ryssland med 5–2. På sex matcher noterades Lundh för en assistpoäng. Därefter spelade Lundh JVM i Tjeckien 2008. Sverige gick obesegrade genom gruppspelet och tog sig sedan till final via en 2–1-seger mot Ryssland i semifinal. I finalen föll man mot Kanada med 2–3 efter förlängningsspel. På sex matcher stod Lundh för ett mål.
Den 15 december 2011 debuterade Lundh i Tre Kronor under Channel One Cup, i en 2–1-seger mot Tjeckien. Totalt har han spelat elva A-landskamper.

## Statistik

### Klubblag
| 2006–07                  | Djurgårdens IF           | SHL                      | 9   | 0   | 0   | 0   | 2   | —   | —  | —  | —  | —  |
| 2006–07                  | Almtuna IS               | HA                       | 5   | 0   | 1   | 1   | 0   | —   | —  | —  | —  | —  |
| 2007–08                  | Malmö Redhawks           | HA                       | 40  | 2   | 11  | 13  | 39  | 7   | 0  | 0  | 0  | 0  |
| 2008–09                  | Bofors IK                | HA                       | 44  | 10  | 20  | 30  | 32  | —   | —  | —  | —  | —  |
| 2009–10                  | Bofors IK                | HA                       | 45  | 15  | 24  | 39  | 48  | 2   | 1  | 0  | 1  | 2  |
| 2010–11                  | Färjestad BK             | SHL                      | 55  | 12  | 14  | 26  | 28  | 12  | 1  | 4  | 5  | 6  |
| 2011–12                  | Färjestad BK             | SHL                      | 54  | 11  | 13  | 24  | 28  | 11  | 2  | 8  | 10 | 4  |
| 2012–13                  | Färjestad BK             | SHL                      | 50  | 7   | 9   | 16  | 51  | 10  | 2  | 0  | 2  | 6  |
| 2013–14                  | Färjestad BK             | SHL                      | 55  | 6   | 15  | 21  | 38  | 15  | 4  | 2  | 6  | 4  |
| 2014–15                  | Växjö Lakers HC          | SHL                      | 53  | 9   | 13  | 22  | 26  | 18  | 0  | 1  | 1  | 6  |
| 2015–16                  | Växjö Lakers HC          | SHL                      | 47  | 10  | 13  | 23  | 8   | 13  | 2  | 0  | 2  | 6  |
| 2016–17                  | Djurgårdens IF           | SHL                      | 46  | 6   | 16  | 22  | 6   | 3   | 1  | 0  | 1  | 4  |
| 2017–18                  | Djurgårdens IF           | SHL                      | 52  | 15  | 25  | 40  | 12  | 11  | 2  | 8  | 10 | 2  |
| 2018–19                  | Kunlun Red Star          | KHL                      | 61  | 6   | 15  | 21  | 6   | —   | —  | —  | —  | —  |
| 2019–20                  | Linköping HC             | SHL                      | 47  | 4   | 10  | 14  | 12  | —   | —  | —  | —  | —  |
| 2020–21                  | Linköping HC             | SHL                      | 52  | 14  | 14  | 28  | 10  | —   | —  | —  | —  | —  |
| 2021–22                  | Schwenninger Wild Wings  | DEL                      | 28  | 1   | 1   | 2   | 8   | —   | —  | —  | —  | —  |
| 2021–22                  | Färjestad BK             | SHL                      | 20  | 1   | 2   | 3   | 2   | 15  | 2  | 2  | 4  | 29 |
| 2022–23                  | Färjestad BK             | SHL                      | 50  | 4   | 12  | 16  | 10  | 7   | 0  | 1  | 1  | 4  |
| 2023–24                  | Färjestad BK             | SHL                      | 49  | 4   | 5   | 9   | 8   | 3   | 0  | 0  | 0  | 2  |
| SHL totalt               | SHL totalt               | SHL totalt               | 639 | 103 | 161 | 264 | 241 | 118 | 16 | 26 | 42 | 73 |
| Hockeyallsvenskan totalt | Hockeyallsvenskan totalt | Hockeyallsvenskan totalt | 134 | 27  | 56  | 83  | 119 | 9   | 1  | 0  | 1  | 2  |

### Internationellt
| År            | Lag           | Turnering     | Matcher | Mål | Assists | Poäng | Utv. |
| ------------- | ------------- | ------------- | ------- | --- | ------- | ----- | ---- |
| 2006          | Sverige       | U18-VM        | 6       | 0   | 1       | 1     | 4    |
| 2008          | Sverige       | JVM           | 6       | 1   | 0       | 1     | 6    |
| Junior totalt | Junior totalt | Junior totalt | 12      | 1   | 1       | 2     | 10   |